# Alexander Michailowitsch Taratynow
Alexander Michailowitsch Taratynow (russisch Александр Михайлович Таратынов; * 13. Juni 1956 in Moskau) ist ein sowjetisch-russisch-niederländischer Bildhauer.

## Leben
Taratynow besuchte 1967–1974 die Moskauer Zentrale Kunstschule (MZChSch) der Russischen Akademie der Künste (RACh). Er studierte 1975–1981 am Moskauer Surikow-Kunstinstitut (Nachfolger der Moskauer Hochschule für Malerei, Bildhauerei und Architektur) bei Lew Kerbel.
Eines der frühen Werke Tatarynows war das Grabdenkmal Mitrofan Grekows auf dem Moskauer Nowodewitschi-Friedhof (1990).
In den 1990er Jahren kam Taratynow mit einem Stipendium in die Niederlande und lebte in Amsterdam. 1997 wurde er zum Korrespondierenden Mitglied der Russischen Akademie der Künste gewählt. 2002 schuf er  ein Puschkin-Denkmal für Podgorica in Montenegro.
Besonders bekannt wurde Taratynow durch die Skulpturengruppe  Nachtwache mit 22 Bronzefiguren nach Rembrandts Nachtwache, die er mit Michail Dronow geschaffen hatte. Die Gruppe wurde zunächst vor dem Paleis Noordeinde in Den Haag aufgestellt und stand dann 2005–2009 und 2012–2020 auf dem Rembrandtplein vor dem Rembrandt-Denkmal  in Amsterdam.
2007–2008 wurden Werke Taratynows im Museum Haus Geelvinck-Hinlopen ausgestellt.
Taratynow schuf die Skulpturengruppe der Baumeister St. Petersburgs, die 2011 im St. Petersburger Alexanderpark aufgestellt wurde. Dargestellt sind Domenico Trezzini, Carlo Rossi, Auguste de Montferrand, Jean-François Thomas de Thomon, Bartolomeo Francesco Rastrelli, Andrei Woronichin, Wassili Baschenow und Andrejan Sacharow. Da Taratynow für Jean-François Thomas de Thomon keine Abbildung gefunden hatte, gestaltete er die Figur nach einem Bild Thomas Thomsons, was einigen Besuchern aufgefallen war. Fünf Personen sitzen am Tisch, während drei Personen mehr oder weniger entfernt stehen, wobei die Positionen der Personen veränderbar sind.
Tatarynow schuf ein Denkmal für den Komponisten Tichon Chrennikow in Jelez und 2013 eine Gedenktafel für den Dichter Konstantin Balmont in Moskau. 2014 wurde Taratynows Denkmal des Kaisers Peter III. in Kiel aufgestellt. Im selben Jahr wurden seine Denkmäler für die gefallenen Soldaten Russlands der Kämpfe 1814 bei Reims in Reims und der Schlacht bei Fère-Champenoise in Fère-Champenoise eingeweiht.
Taratynow lebt und arbeitet abwechselnd in Russland und Maastricht. Im Jahr 2015 zog er mit seiner Frau Katha in das Kasteel Strijthagen. Sie kauften es 2016, ließen es instand setzen und eröffneten das Kunstzentrum ArtLand.

## Ehrungen, Preise
- Abzeichen für Auszeichnung in der Arbeit des Zentralkomitees des Komsomol[1]
- Diplom und Ehrenurkunde der Union der Künstler Russlands
- Verdienter Künstler der Russischen Föderation (2005)[1]

## Werke (Auswahl)

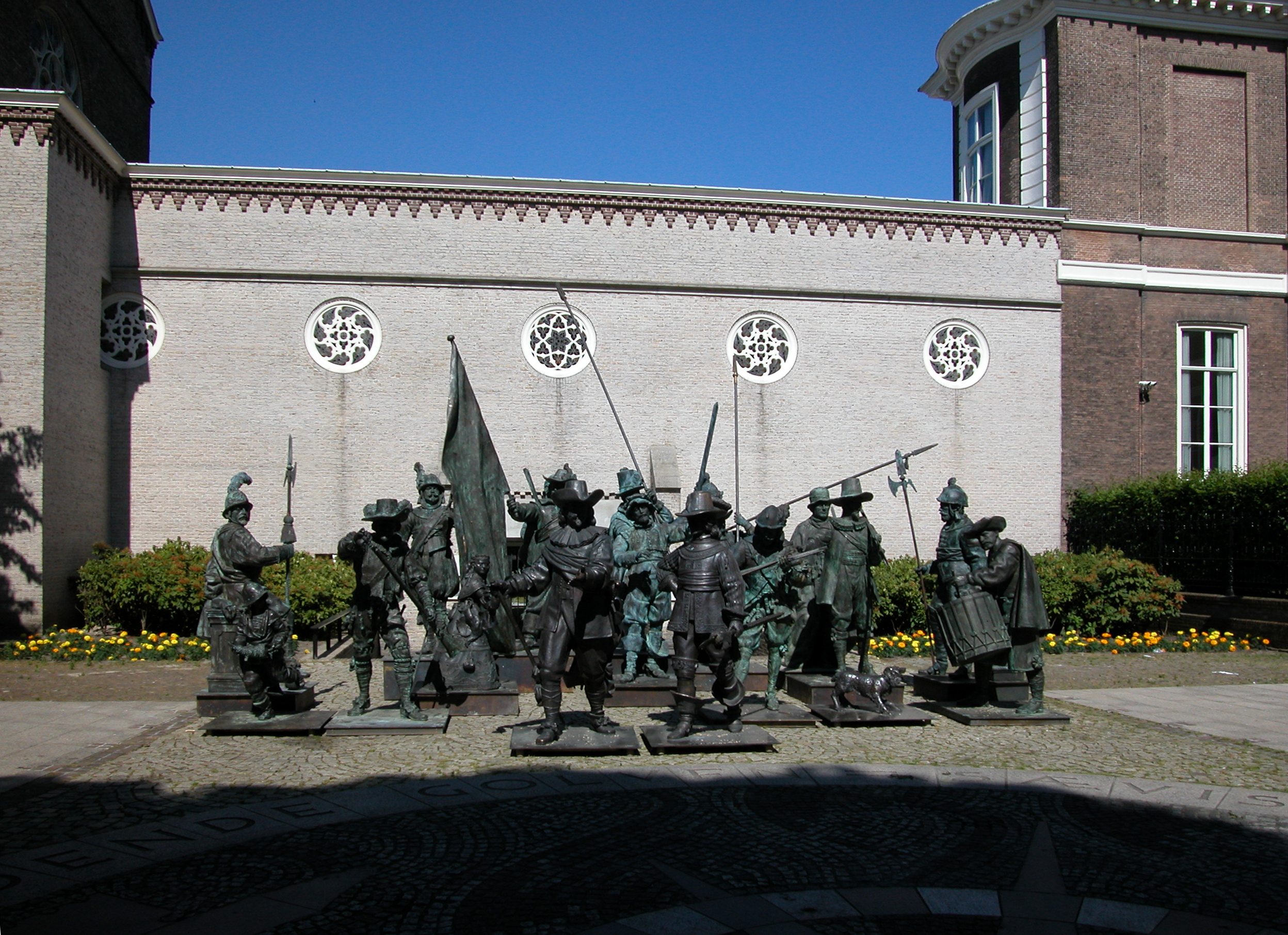
Die Nachtwache in Den Haag
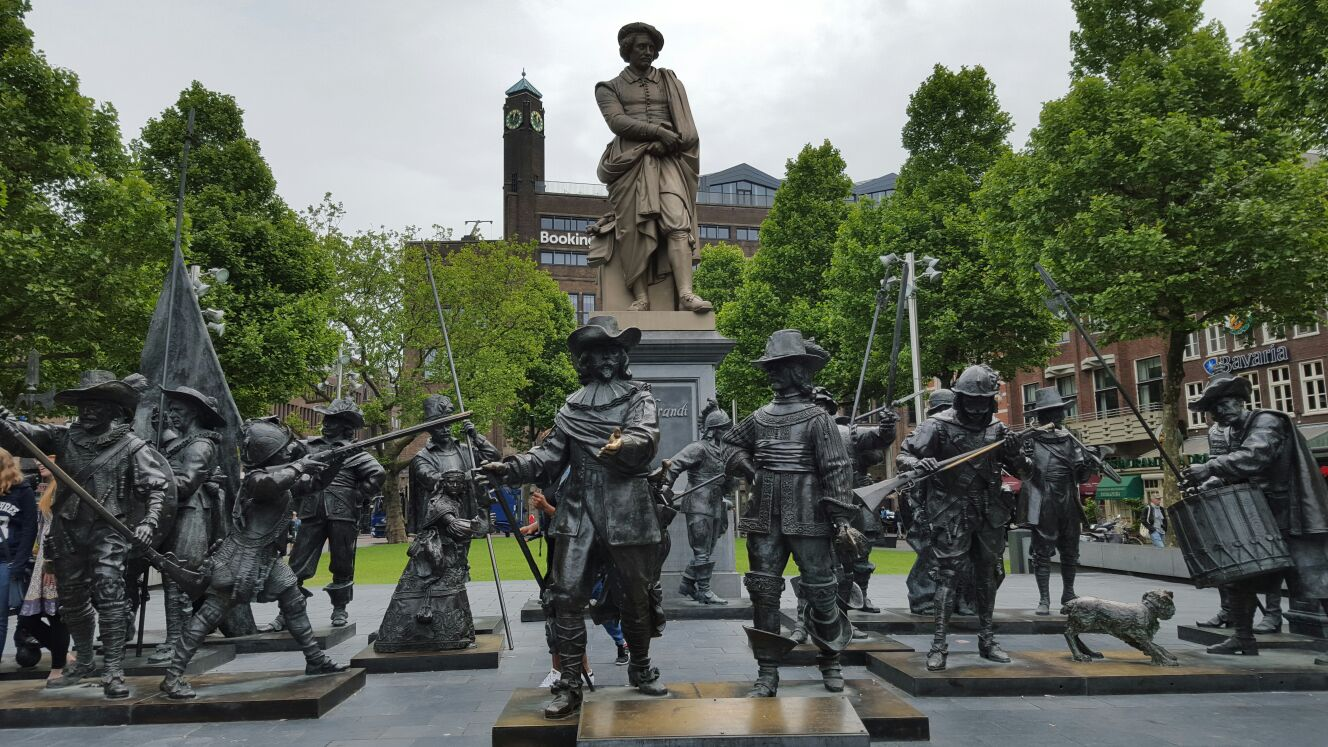
Die Nachtwache in Amsterdam
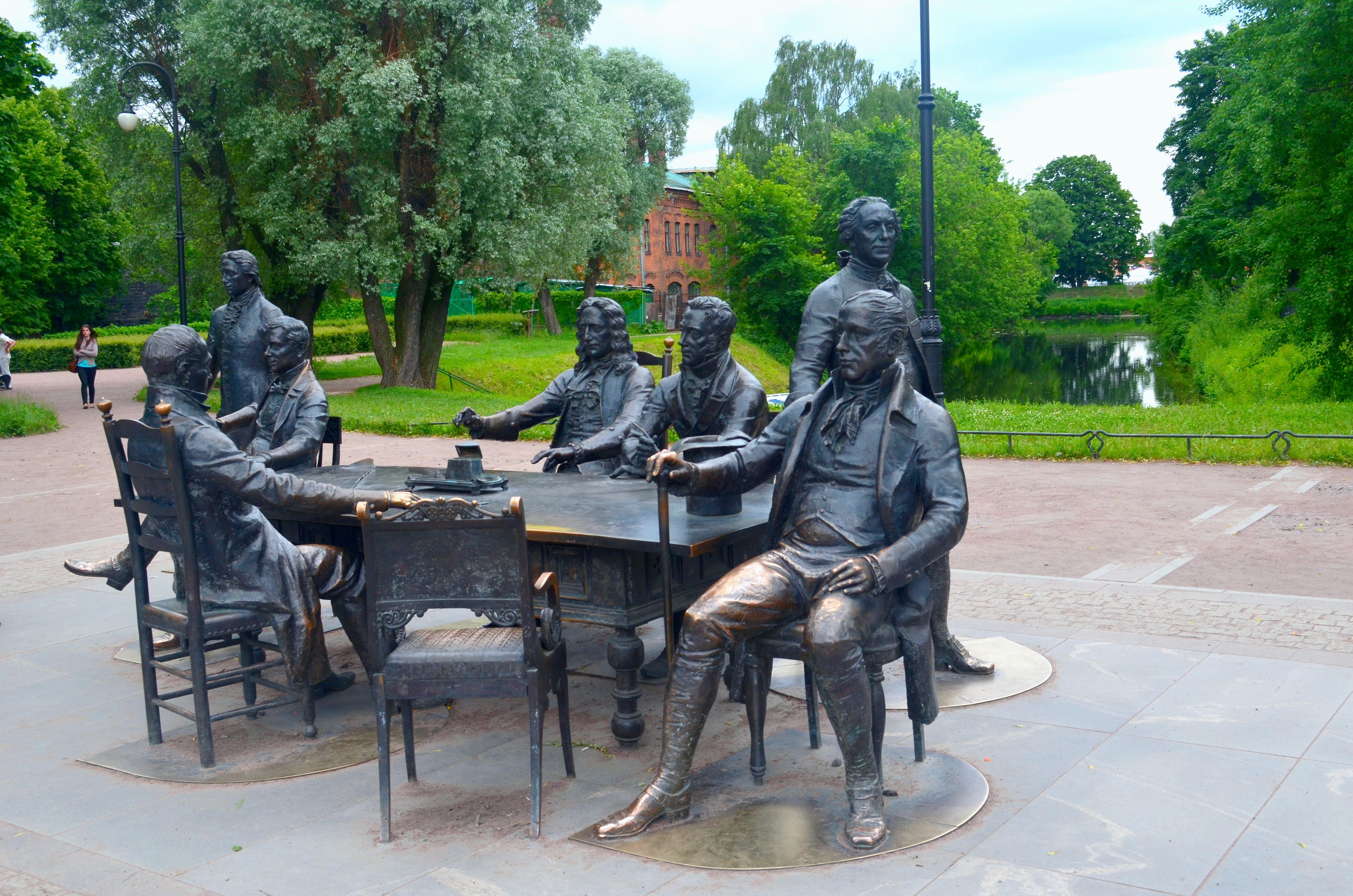
Baumeister St. Petersburgs, Alexanderpark, St. Petersburg
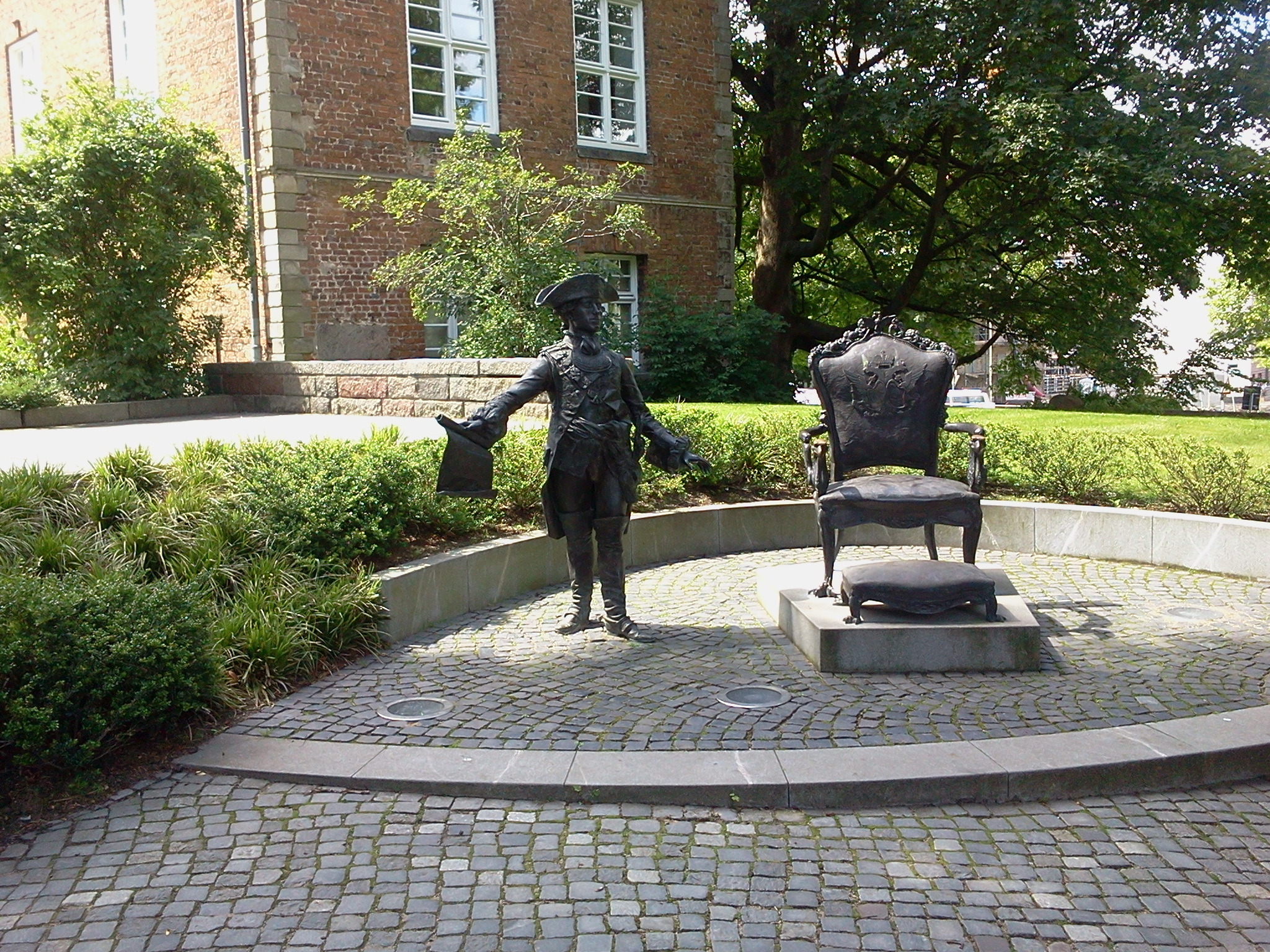
Peter III., Kiel
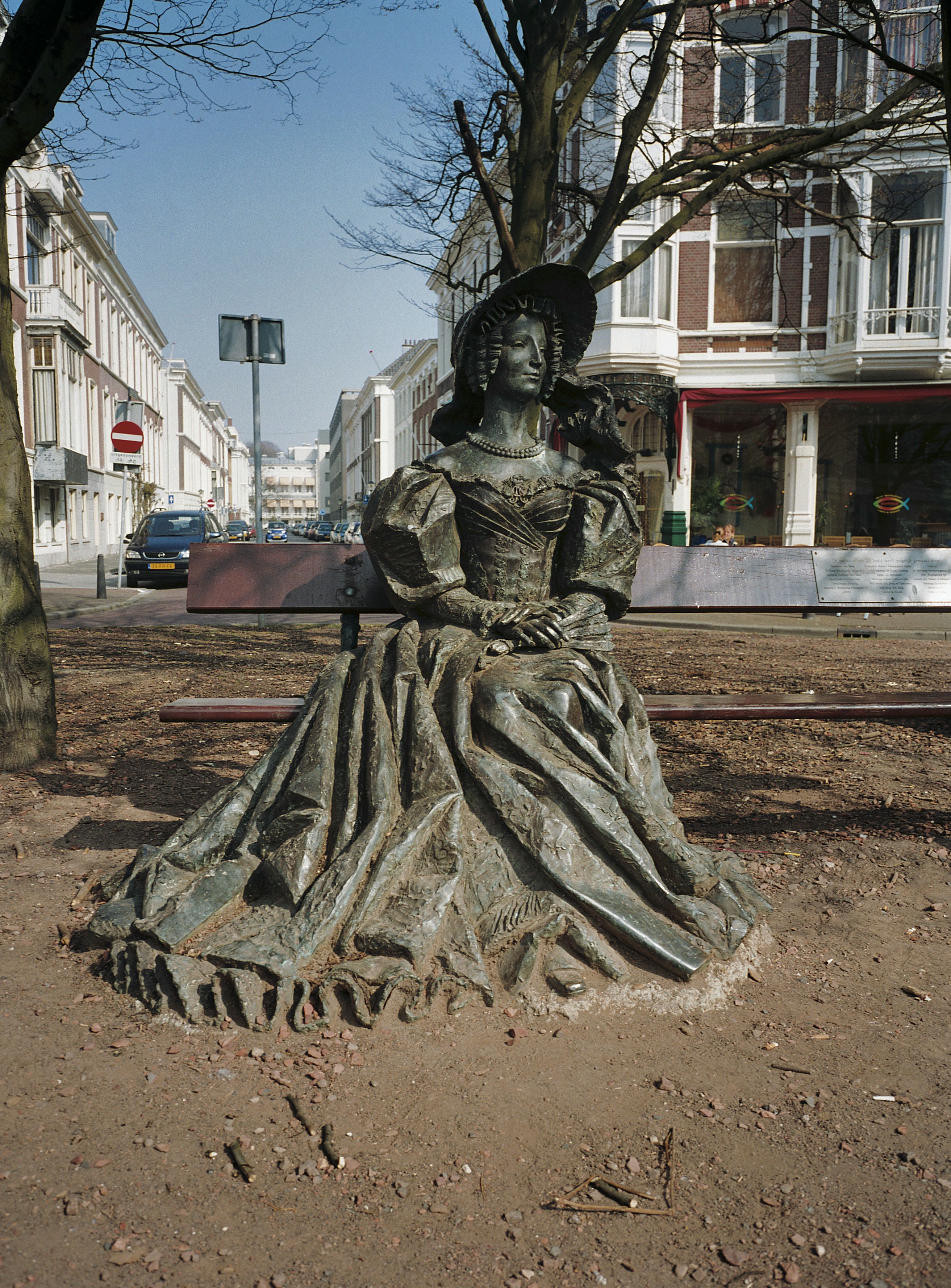
Königin Anna Paulowna, Anna Paulownaplein, ’s-Gravenhage
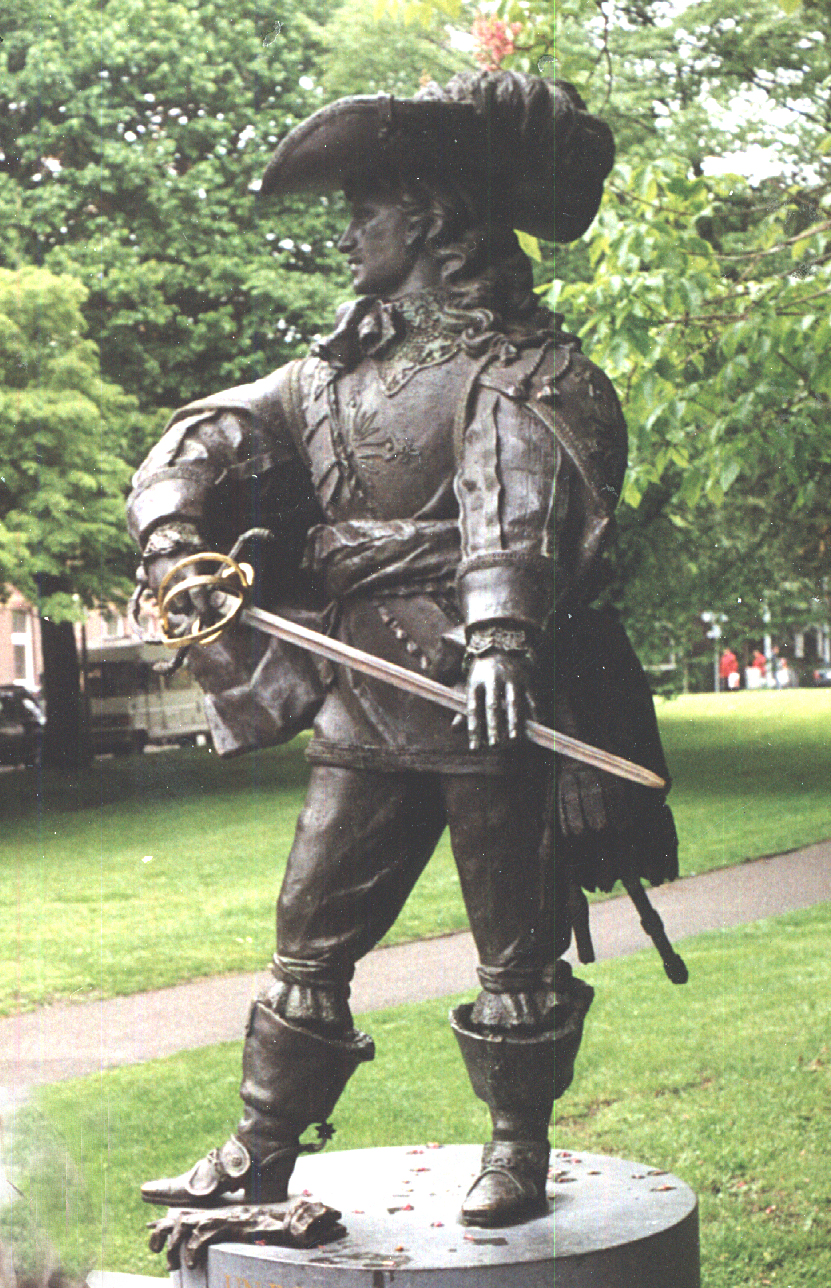
Charles de Batz-Castelmore d’Artagnan, Maastricht
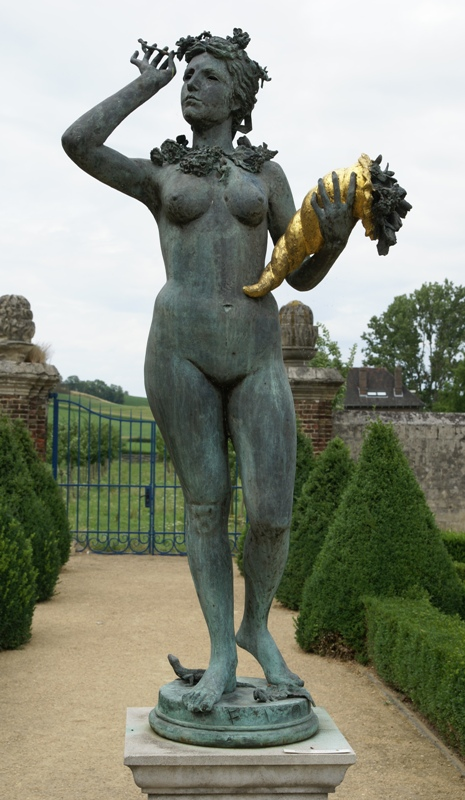
Flora, Schloss Neercanne
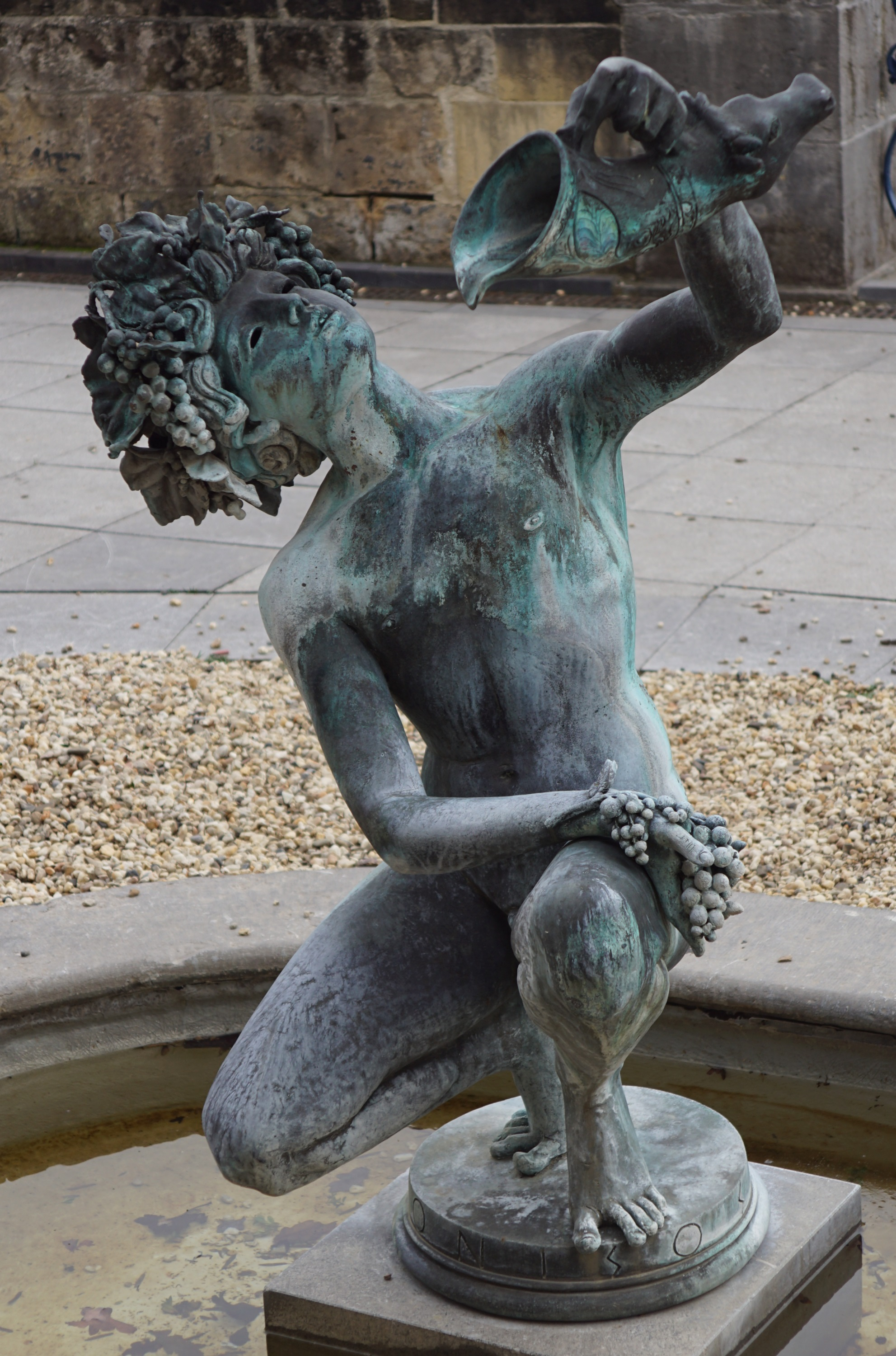
Dionysos, Schloss Neercanne
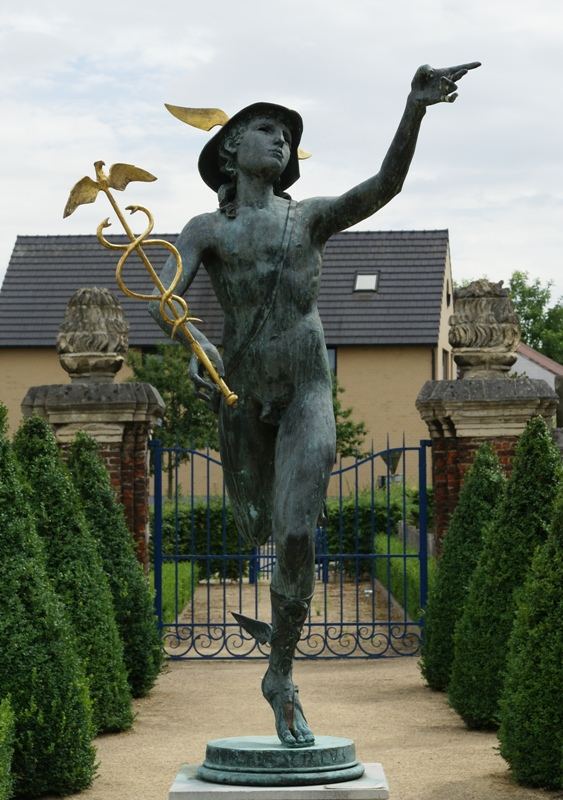
Mercurius, Schloss Neercanne
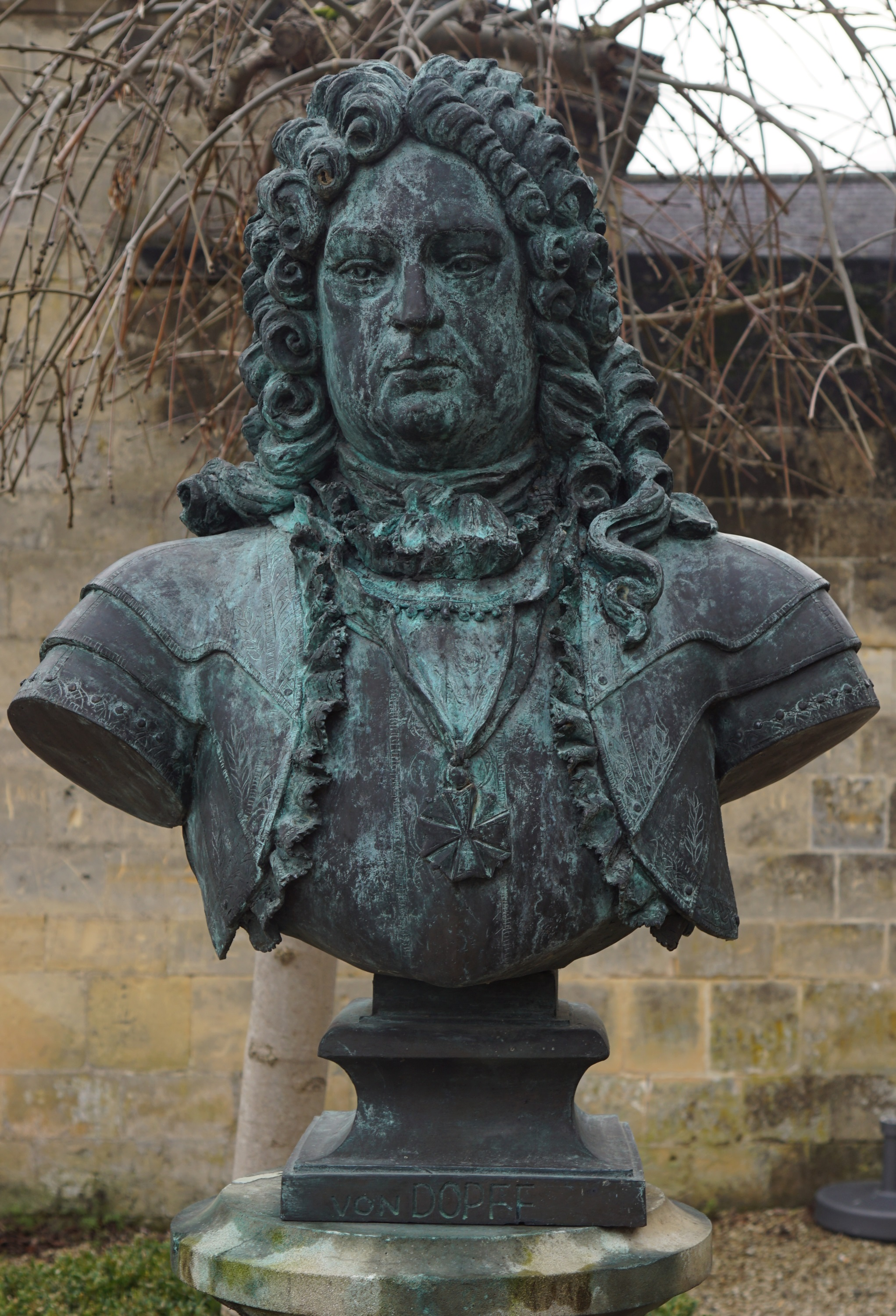
Baron Daniël van Dopff, Schloss Neercanne
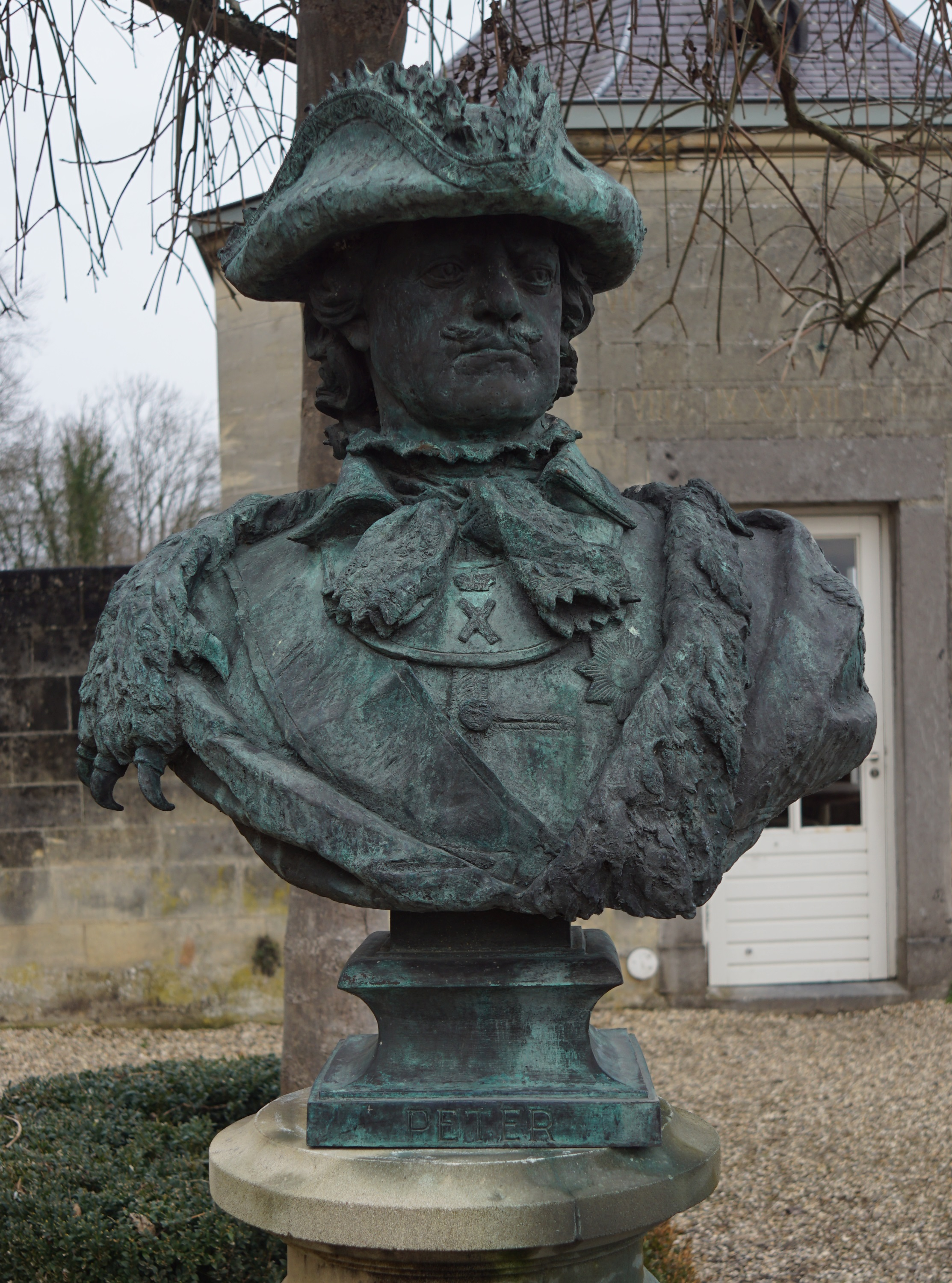
Peter der Große, Schloss Neercanne
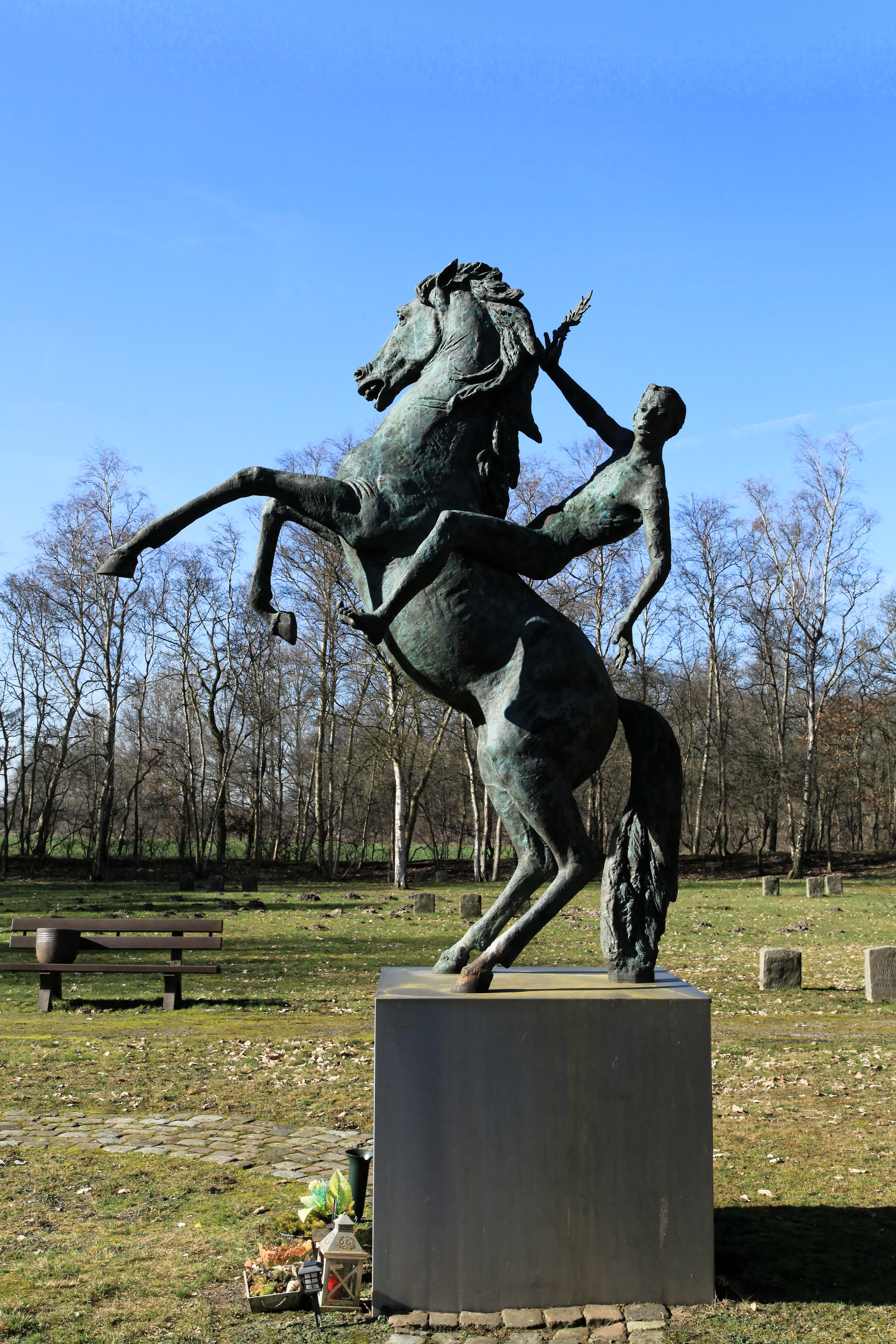
Freiheit, Kriegsgräberstätte Wesuwe
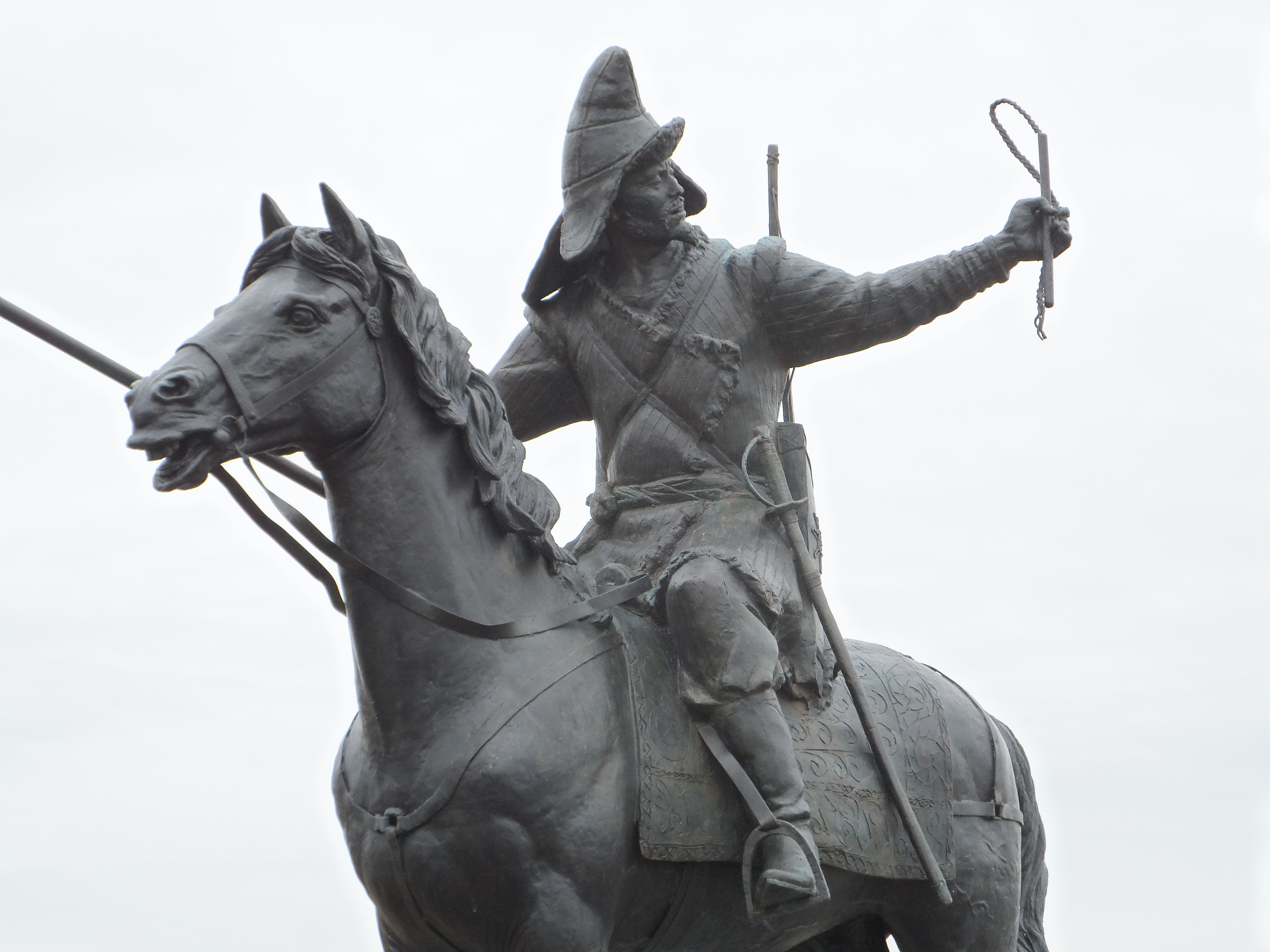
Baschkirischer Kämpfer bei der Befreiung der Niederlande 1813, Veessen
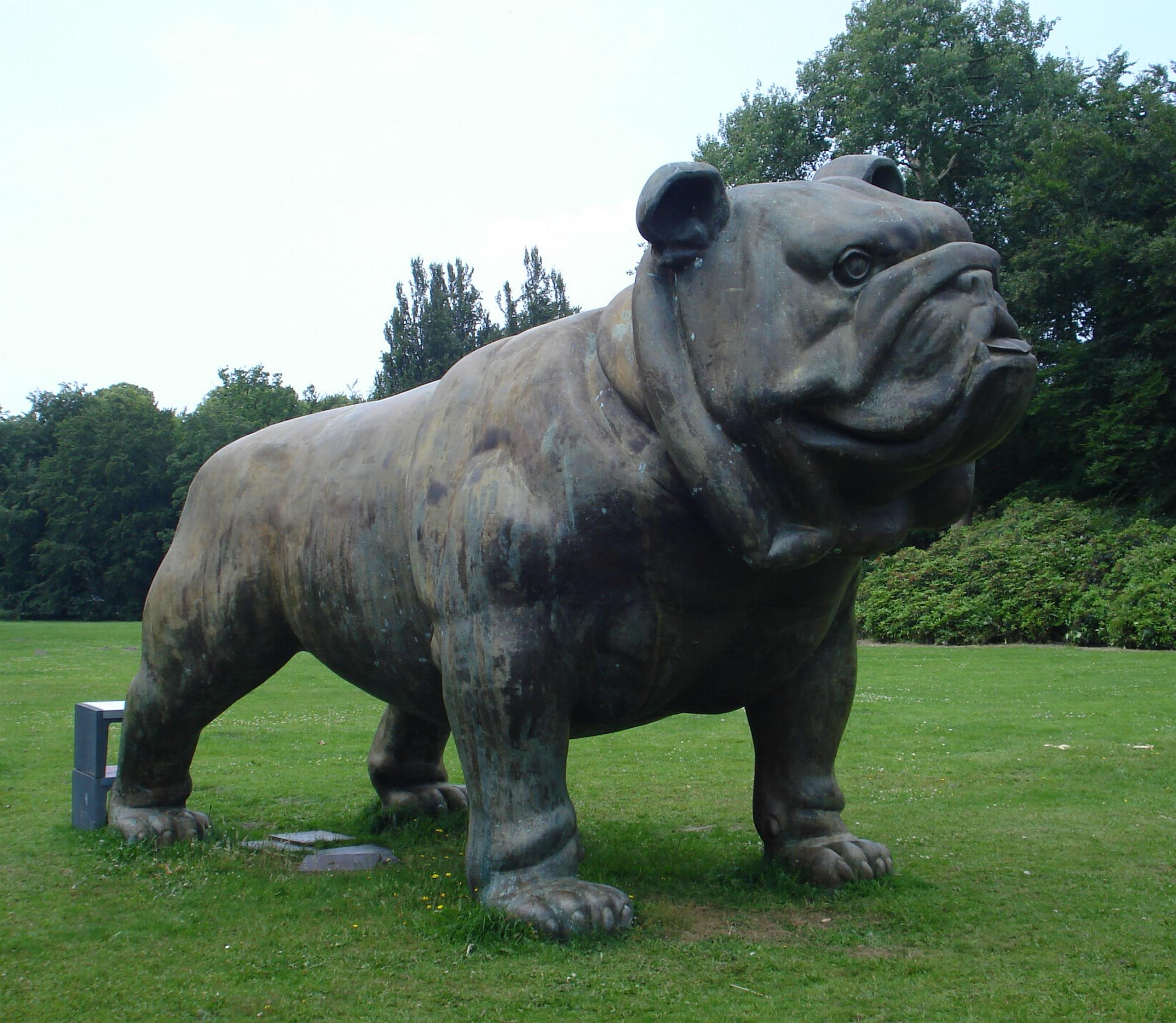
Bulldogge, Wassenaar